# Xot de Luzon de muntanya
El xot de Luzon de muntanya (Otus longicornis) és una espècie d'ocell de la família dels estrígids (Strigidae). Habita la selva humida de les muntanyes de Luzon, a les Filipines. El seu estat de conservació es considera gairebé amenaçat.